# La maniera del forte
La maniera del forte (The Way of the Strong) è un film muto del 1928 diretto da Frank Capra.